# Oluf-Høst-Museum
Das Oluf-Høst-Museum, dänisch Oluf Høst Museet, in Gudhjem auf der dänischen Insel Bornholm ist ein Künstlermuseum für den dänischen Maler Oluf Høst und befindet sich in dem Haus am Bokul, das der 1884 in Svaneke geborene Maler seit 1929 ausbaute und bewohnte. Es liegt am nördlichen Ortsrand von Gudhjem in der Løkkegade 35, unweit des Strandes. Es zeigt einige wenige Originalmöbel, Bücher, Zeichnungen sowie einige Gemälde des Malers. Mehr von seinen Werken sind in Bornholms Kunstmuseum sechs Kilometer weiter nordwestlich an der Straße Richtung Allinge zu betrachten. Zur Einführung wird ein Film gezeigt (auf Dänisch). Gelegentlich werden auch kleine Sonderausstellungen mit den Werken anderer Maler gezeigt (2019 Karl Isakson) und in Beziehung zu den Werken von Høst gestellt. Auch der Garten und das höher am Hang gebaute Atelier können besichtigt werden.

Oluf Høst Museum
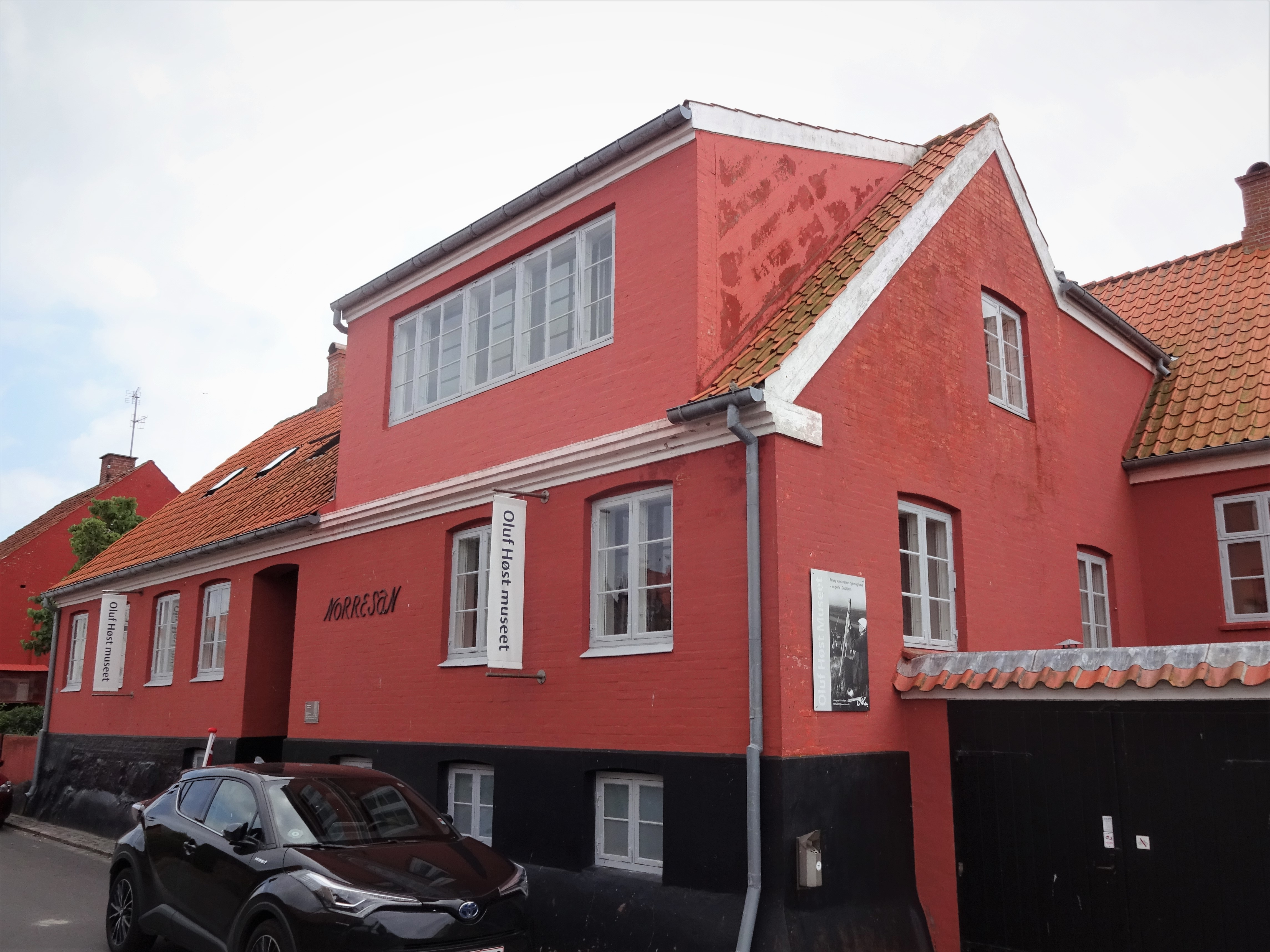
Gebäude des Oluf Høst Museums
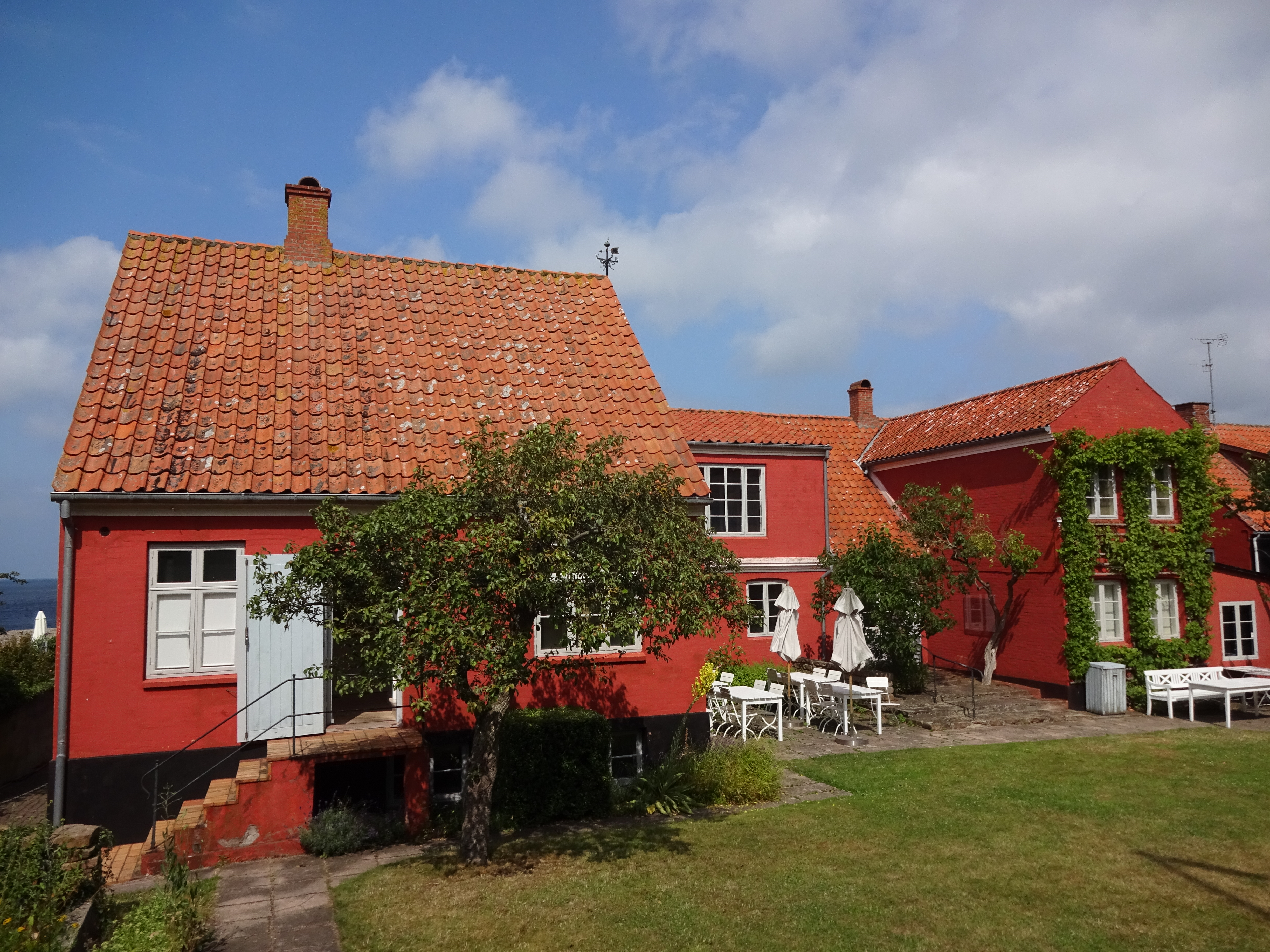
Oluf Høst Museum vom Garten aus, Ostsee im Hintergrund
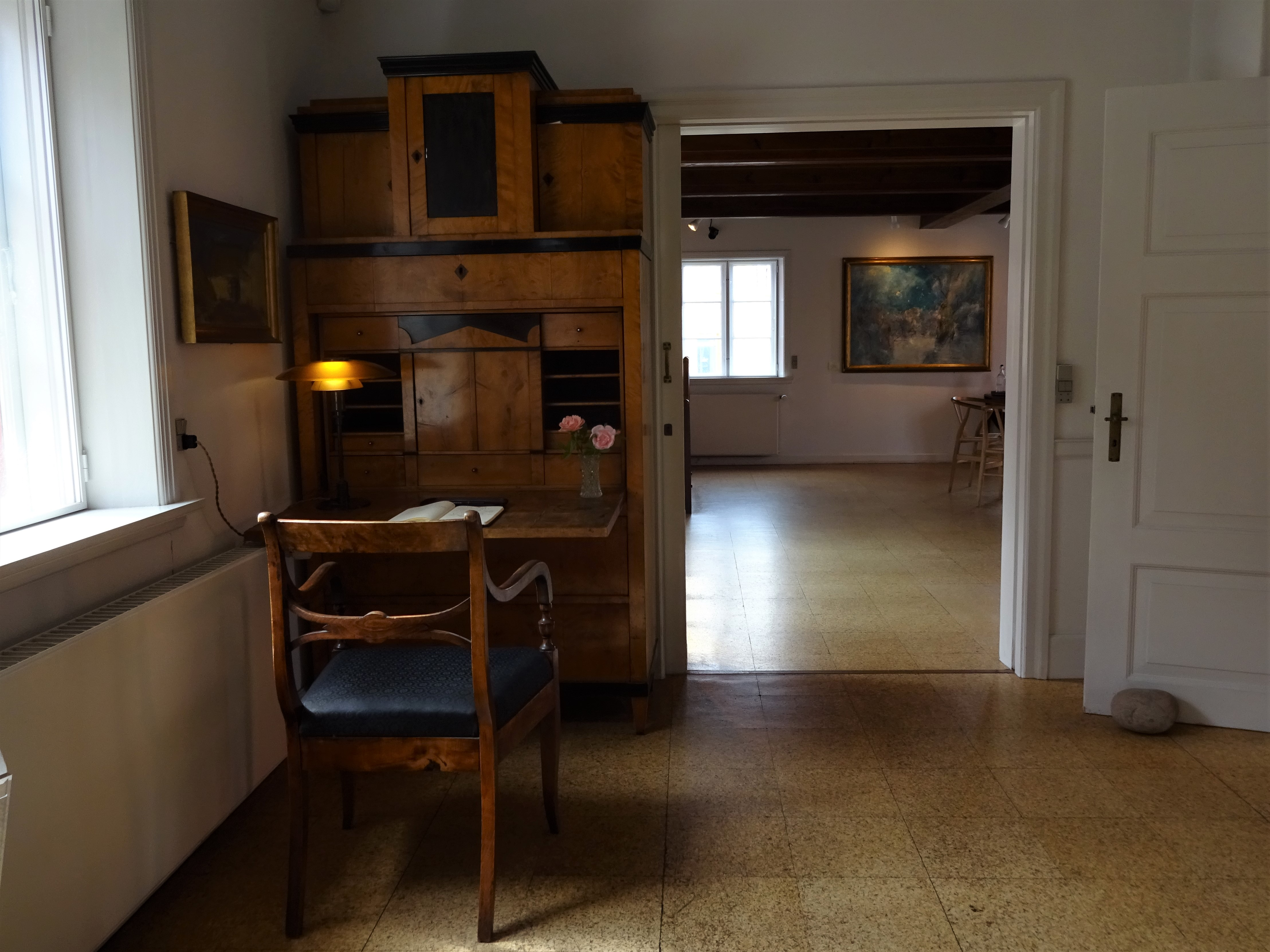
Gebäude des Oluf Høst Museums
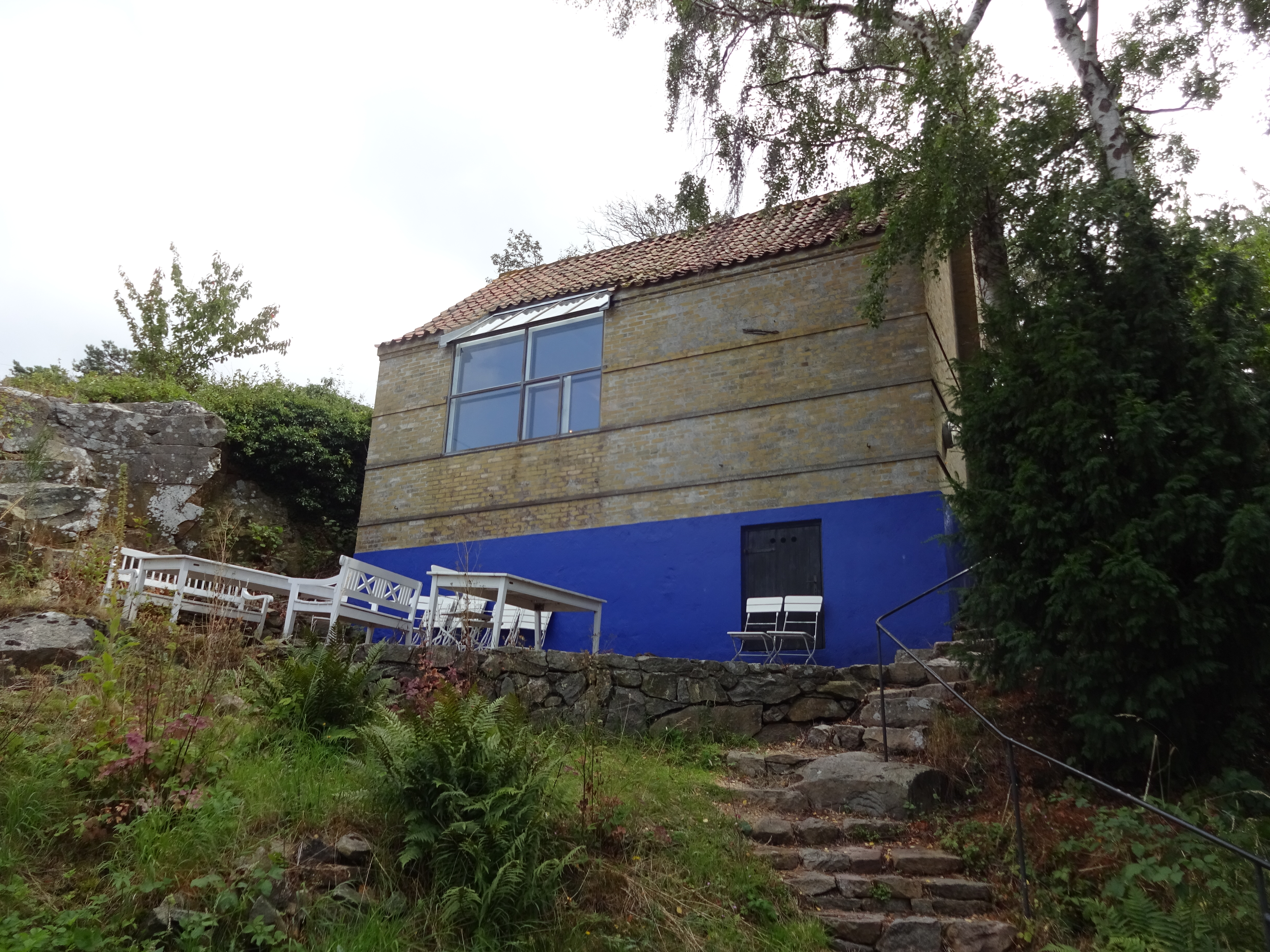
Gebäude des Oluf Høst Museums